# 張子瑫
張子瑫（1515年—？），字仲玉，浙江寧波府鄞縣人，民籍，明朝政治人物。

## 生平
嘉靖十九年（1540年）庚子科浙江鄉試第二名舉人。嘉靖二十年（1541年）聯捷辛丑科會試第七十名，登第二甲第十九名進士。歷官禮部儀制司署郎中，二十九年六月升南京光禄寺少卿，贬滁州知州，歷升蘇州府同知、徽州府同知。

## 家族
曾祖張恆；祖父張時政；父張邦俊，母楊氏。重庆下。